# Agustín Ezcurra
Agustín Ezcurra (Montevidéu, 28 de fevereiro de 1880 — 16 de dezembro de 1958) foi um pintor e docente uruguaio.